# Халам (Небраска)
Халам (енгл. Hallam) град је у америчкој савезној држави Небраска.

## Демографија
По попису из 2010. године број становника је 213, што је 63 (-22,8%) становника мање него 2000. године.
| Група             | 2000.       | 2010.       |
| Белци             | 255 (92,4%) | 203 (95,3%) |
| Афроамериканци    | 0 (0,0%)    | 0 (0,0%)    |
| Азијати           | 12 (4,3%)   | 7 (3,3%)    |
| Хиспаноамериканци | 0 (0,0%)    | 0 (0,0%)    |
| Укупно            | 276         | 213         |